# Kino Transgresji
Kino Transgresji - blok filmów charakteryzujących się programowym przełamywaniem tradycyjnej estetyki, obowiązujących norm społecznych, kulturowych i moralnych, zapoczątkowany w latach 50. XX wieku.

## Rodzaje
Obecnie film funkcjonuje w dwóch znaczeniach filmu historycznego:
- Nurt kina undergroundowego rozwijający się zwłaszcza w USA, w którym to pojawiają się elementy kanibalizmu, pornografia, przemoc, satanizm, narkotyki. Jednym z prekursorów był Jack Smith realizujący filmy od lat 50. W 1963 wyreżyserował Flaming Creatures (z elementami transgresji seksualnej). Ważną rolę odegrał Andy Warhol i jego Fabryka (współpraca np. z Paulem Morriseyem); wbrew pozorom filmy te nie są jedynie czysto konceptualnymi eksperymentami. Wyróżnikiem jest również kreowanie własnych gwiazd, których wygląd i zachowanie odbiegają od obowiązujących stereotypów. George i Mike Kuchar reżyserowali własne wersje słynnych hollywoodzkich przebojów, inspirując się zwłaszcza melodramatami D.Sirka. Powstały m.in.: The Thief And The Stripper (1959), A Tub Named Desire (1960), Pussy On A Hot Tin Roof (1961). Jednym z najważniejszych twórców, którego również można zaliczyć do tego nurtu, jest John Waters. W jego filmach negowany jest mit "american dream", a sam reżyser nazwany został "królem złego smaku" (np. w jednym z jego filmów znajduje się scena zjadania psich ekskrementów). Podobne zainteresowania łączyły Beth i Scotta B. Przewodnim tematem ich filmów są relacje pomiędzy rozmaitymi indywidualnościami i grupami w społeczeństwie. Wspólnie nakręcili: G-Man (1978), Black Box (1978), Letters to Dad (1978), The Offenders (1979), The Trap Door (1980), Vortex (1983). Innym czołowym przedstawicielem jest Nick Zedd. W jego filmach nihilizm przeplata się z horrorem, punkową estetyką i satyrycznym, campowym ujęciem tematu. Pierwszy film They Eat Scum wyreżyserował w 1979 roku.

Inni twórcy: Richard Kern, Tommy Turner, David Wojnarowicz, Tessa Hughes-Freeland, Casandra Stark.
- Kino wyrastające z ducha wielkiej awangardy i późniejszych tendencji neoawangardowych. W takim rozmienieniu neguje się dwie zasady rządzące filmem: wyrazistość i twardość dzieła filmowego (np. dążąc do odwrotu od filmowania, zastępowanego przez różnorodnego rodzaju animację czy też kształtowanie nowych strategii projekcyjnych) oraz jego podmiotowego charakteru (artysta jako jeden z wielu kontekstów filmu). W takim to ujęciu można podzielić film na strukturalny, analityczny oraz kino rozszerzone.